# 中多久駅
中多久駅（なかたくえき）は、佐賀県多久市南多久町大字長尾にある、九州旅客鉄道（JR九州）唐津線の駅である。

## 歴史
- 1964年（昭和39年）4月1日：国鉄の駅として開設[2]。
- 1983年（昭和58年）9月30日：駅員無配置駅となる[3]。
- 1987年（昭和62年）4月1日：国鉄分割民営化に伴い、JR九州の駅となる[2]。

## 駅構造

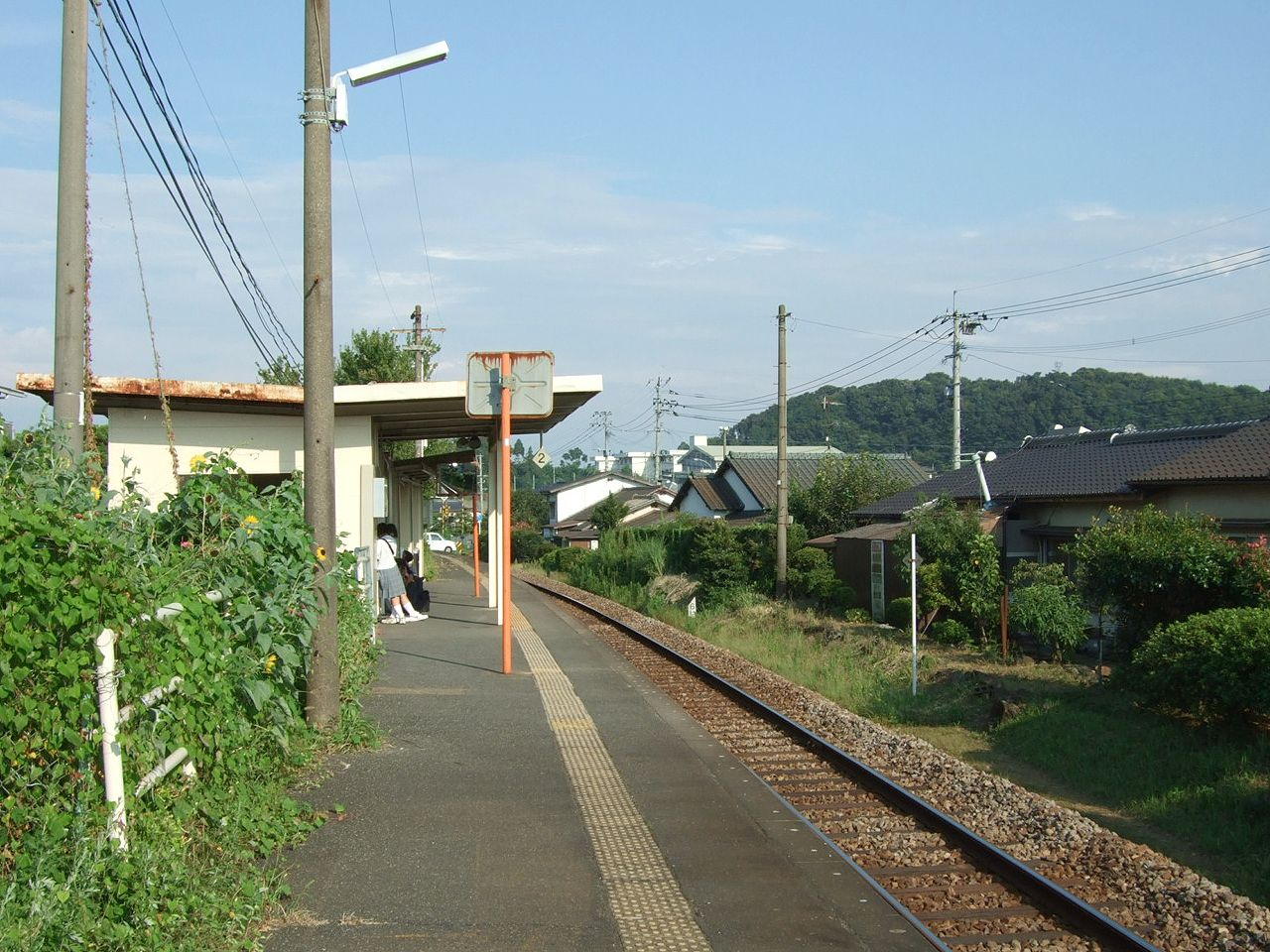
ホーム（2008年9月。奥は久保田方向、手前は西唐津方向）

単式ホーム1面1線を有する地上駅。無人駅である。駅舎は待合室のみで、簡易型自動券売機を設置している。

## 利用状況
2020年度の1日平均乗車人員は360人である。
| 年度   | 1日平均 乗車人員 |
| ------ | ---------------- |
| 2000年 | 523              |
| 2001年 | 571              |
| 2002年 | 547              |
| 2003年 | 512              |
| 2004年 | 521              |
| 2005年 | 518              |
| 2006年 | 505              |
| 2007年 | 467              |
| 2008年 | 466              |
| 2009年 | 476              |
| 2010年 | 478              |
| 2011年 | 493              |
| 2012年 | 502              |
| 2013年 | 500              |
| 2014年 | 458              |
| 2015年 | 453              |
| 2016年 | 465              |
| 2017年 | 451              |
| 2018年 | 422              |
| 2019年 | 402              |
| 2020年 | 360              |

## 駅周辺
駅名の通り多久市中央部に位置しており、駅周辺は住宅地となっている。多久市の中心市街地は多久駅の周辺であるが、多久市役所は多久駅では無く当駅が最寄り駅である。
- 多久市立東原庠舎中央校
- 中多久病院
- 中多久団地
- 佐賀女子短期大学付属ひしのみ幼稚園
- 多久市役所
- 多久市立図書館
- 多久郵便局
- 佐賀県立多久高等学校

## 隣の駅
九州旅客鉄道（JR九州）
■唐津線
東多久駅 - 中多久駅 - 多久駅